# Charles Aznavour
Shahnour Vaghenag Aznavourian, més conegut pel nom artístic Charles Aznavour (París, 22 de maig de 1924 - Muriés, 1 d'octubre de 2018), fou un cantant, compositor i actor francès.

## Biografia
Fill d'emigrants armenis, va descobrir la seva passió pel teatre gràcies a ells. El seu pare, que era baríton, va néixer a Geòrgia i era fill d'un cuiner del tsar Nicolau II; la seva mare era filla d'uns comerciants armenis establerts a Turquia. Els dos emigrants es van conèixer a París el 1922. El matrimoni obrí un restaurant armeni, que era freqüentat per la bohèmia del teatre i en aquest ambient van créixer els seus dos fills. El pare d'Aznavour cantava cançons en el restaurant. Shahnour començarà la seva carrera com a actor i cantant als nou anys i aviat adoptarà el seu nou nom artístic: Charles Aznavour. El 1941 coneix Pierre Roche, amb qui formarà un duet.
El 1946, la seva carrera emprèn una embranzida imparable quan el duet Aznavour-Chenet és descobert per la cantant Edith Piaf. Aznavour i Chenet l'acompanyaren en una gira per França i els Estats Units i més tard a Mont-real, on van tenir una excel·lent acollida. El 1952, Aznavour se separa de Chenet i comença una carrera en solitari, que en un principi no tingué gaire èxit. Però la fortuna l'acompanyà com a compositor i va escriure cançons per a artistes com Mistinguett, Juliette Gréco, Patachou o la mateixa Edith Piaf. Malgrat haver-se fet imprescindible com a compositor de cançons, el reconeixement com a cantant va trigar a arribar, però, finalment, el 1957 crítica i públic es rendeixen i Aznavour obté el triomf amb cançons com Sur ma vie, Aprés l'amour o Parce que. Paral·lelament a la seva carrera com a cantant, inicia una fructífera tasca com a actor de cinema. El seu primer film va ser La tête contre les murs el 1958 que obtingué el Cèsar a la millor interpretació masculina. Al llarg de la seva vida, Aznavour va participar en títols com Tirez sur le pianiste, El timbal de llauna o Les fantômes du Chapelier.
L'any 2002, va participar en el que és, potser, el seu paper més personal en la pel·lícula Ararat d'Atom Egoyan. La pel·lícula tracta sobre el genocidi que patí el poble armeni l'any 1915.
També va participar en comèdies, algunes musicals com Monsieur Carnaval, (1965) i va escriure guions per a pel·lícules com Yiddish Connection. Aquest últim va ser portat al cinema per Paul Beoujenah i el mateix Aznavour va protagonitzar el film el 1986. Com a actor, Aznavour va rebre premis a les seves interpretacions, entre els quals es troba el Cèsar per Les têtes contre les murs i la Palma d'Or del Festival de Canes, per El timbal de llauna.
Cantava en cinc idiomes i va ser un dels cantants francesos més coneguts arreu del món. Algunes de les seves cançons més famoses són: La bohème, La Mamma, Que c'est triste Venice, Les plaisirs démodés o Comme ils disent, dedicada al col·lectiu homosexual.
Com a cantant i compositor, va rebre molts discs d'or i platí al llarg de la seva carrera, així com diferents premis d'associacions de crítics musicals i d'associacions de compositors de diferents països.

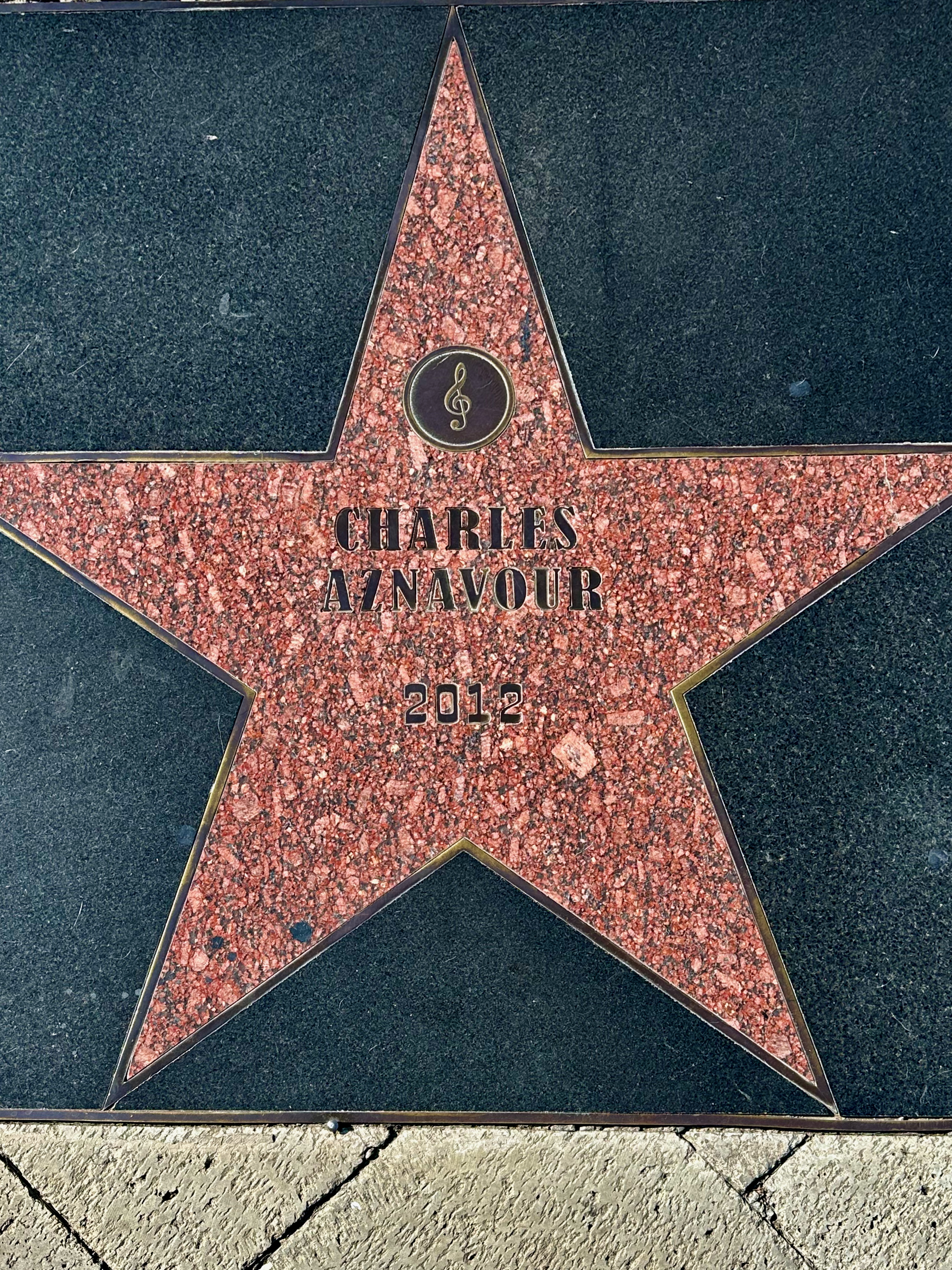
Estrella de Charles Aznavour al Castell de Rabati, a Geòrgia

Aznavour sempre va reivindicar les seves arrels armènies i va denunciar repetidament el genocidi que patí Armènia per part de Turquia l'any 1915 durant la Primera Guerra Mundial. Amb entrevistes, pel·lícules com l'anteriorment citada Ararat i cançons com Ils sont tombes, que compongué en el seixantè aniversari del genocidi, Aznavour va reivindicar la història i cultura d'Armènia. El seu compromís amb el poble armeni el va dut a ser nomenat per la UNESCO ambaixador permanent per aquest país. El 1989, quan Armènia patí el gran terratrèmol d'Erevan, Aznavour creà la fundació Aznavour pour l'Arménie, amb l'objectiu de recollir ajuda humanitària per al poble armeni.
L'artista es va casar tres cops i va tenir sis fills.